# Fiães (Valpaços)
Fiães ist ein Ort und eine ehemalige Gemeinde (Freguesia) im portugiesischen Kreis Valpaços. Die Gemeinde hatte 114 Einwohner (Stand 30. Juni 2011).
Am 29. September 2013 wurden die Gemeinden Fiães, Lebução und Nozelos zur neuen Gemeinde Lebução, Fiães e Nozelos zusammengeschlossen.